# Т2 Тунел
Т2 Тунел (на гръцки: Σήραγγα Τ2) е 6 км дълъг тунел на Автомагистрала А1 в Гърция.
Построен, за да може магистралата да заобиколя Темпейската долина. Изграждането му започва през 2008 г. и е част от последната незавършена отсечка на цялата автомагистрала свързваща Атина със Солун, с обща дължина 25 км. В цялата отсечка има общо шест тунела по три в посока, а стойността ѝ възлиза на 1,3 млрд. евро.
Цялата отсечка е завършена през април 2017 г. и Темпи 2 Тунел е най-дългия пътен тунел на Балканите.